# Homer Defined
«Homer Defined» (англ. «Гомер вгадав») — сорокова серія серіалу Сімпсони і п'ята серія третього сезону серіалу.

## Сюжет

### Головний сюжет
Гомер Сімпсон знову вийшов на роботу і за звичкою узявся за старе: спати і їсти пончики. Скуштувавши усі пончики, вирішив, що більш із усіх йому смакує йому пончик з чорницями, а розкусивши його, — начинка вилилася на термометр реактора, що вказував на підняття температури атомного реактора майже до критичної позначки. Гомер, однак продовжував спати поки його розбудила сирена про небезпеку. «Звук» — каже Гомер, (здогадується) «Поганий звук!!!». Коли усвідомив, що насправді сталось, то сектор 7-G уже заблоковано і в Гомера немає шансу втекти, — треба перезапустити систему: натиснути лише одну кнопку, проте Гомер забув яку. У паніці він намагається згадати, котра це кнопка: читає інструкцію — і за 54 секунди до вибуху реактора розуміє, що згадати він не встигне і залишається нічого іншого як навмання вибрати кнопку. Гомер нагадував собі різні лічилки і за 15 секунд до вибуху спробував ось цю:
| Ліві лапки | Гомер : Раз два три чотири пять: Вийшов зайчик погулять. Раз два три чотири п'ять: Він не хоче більше спать! | Праві лапки |

Зовсім випадково Гомер вгадав клавішу — і врятував Спрингфілд від ядерного вибуху за 7 секунд до смерті. Після того, як усі дізналися, що це Гомер, він був нагороджений Бернсом і мав виступити з промовою перед Шелбівільською АЕС, проте не знав що казати. Тоді Гомер пішов у бар Мо, де Барні порадив йому уявити людей без верхнього одягу. Під час промови на АЕС відбулась аварія і власник АЕС Арістотель Адамополіс попросив Гомера допомогти. Гомер врятував його АЕС так само, за допомогою лічилки. Тоді усі побачили, що Гомерові просто пощастило і з'явилося нове словосполучення: «To Make Homer» (Зробити Гомера) — тобто, щоб цій людині пощастило. Вперше це слово було використане Барні.

### Підсюжет
Тим часом у цій же серії Мілгаусу виповнюється 10 років і він потаємно від Барта влаштував вечірку для всіх своїх однокласників, на якій був присуній і Отто Манн, водій автобуса. Мілгаус не запросив Барта на день народження лише тому, що його мама заборонила Мілхаузу гратися з Бартом. Увесь час Мілгаус намагався уникати Барта. Барт намагався загладити проблему грою з своєю молодшою сестрою Меггі. Коли Мардж дізналась про проблему, вона говорила з мамою Мілгауса, яка врешті дозволила гратися їм обом. Барт звістці про те, що йому можна дружити з Мілгаусом дуже зрадів і одразу ж витягнув ігрову рушницю.

## Цікаві факти
- в епізоді було вперше представлено маму Мілгауса — Луан ван Гутен.
- словосполучення «зробити Гомера» прийнято в оксфордський словник.
- показано спідометр автобуса Отто, який фіксує максимальну швидкість: 95 миль на годину (155 км/год).
- показано ще одного нового із персонажів — Арістотель Адамополіс.
- запрошена зірка — баскетболіст Ірвін «Магічний» Джонсон.